# Horace Silver
(Horace Silver)
Horace Silver, nato Horace Ward Martin Tavares Silva (Norwalk, 2 settembre 1928 – New Rochelle, 18 giugno 2014), è stato un pianista e compositore statunitense.
È apprezzato per il suo stile ricco di influenze funky, hard bop, gospel, della  musica africana e latinoamericana.

## Biografia
Nato da padre capoverdiano e da madre irlandese, Silver iniziò la sua carriera come sassofonista passando al piano solo più tardi. Il padre, operaio in una fabbrica di gomma, suonava diversi strumenti a orecchio e si esibiva in feste famigliari assieme ad altri emigrati da Capo Verde alla presenza, tra gli altri, del piccolo Horace.
(Horace Silver)
Silver fu scoperto in un club di Hartford dal sassofonista Stan Getz con cui fece il suo debutto discografico. Poco dopo si trasferì a New York dove, insieme ad Art Blakey, fondò un gruppo diretto cooperativamente (che sarebbe poi divenuto il nucleo dei Jazz Messengers) e iniziò a suonare coi grandi nomi del jazz accompagnando tra gli altri Coleman Hawkins e Lester Young e lavorando nei locali che avevano visto la nascite del bebop (la sua prima scrittura con Young fu al Minton's Playhouse). Il primo disco con Blakey e la loro formazione, Horace Silver and the Jazz Messengers, è da molti indicato come una delle date di nascita dell'hard bop.
Nel 1952 e 1953 registrò tre sessioni con il proprio trio che vedeva Blakey alla batteria e Gene Ramey, Curly Russell e Percy Heath alternarsi al basso. Questa collaborazione con Blakey durò quattro anni nel corso dei quali essi registrarono al Birdland (A Night at Birdland) con Clifford Brown e Lou Donaldson e al Bohemia con Kenny Dorham e Hank Mobley oltre che a effettuare diverse sedute di studio. Silver aveva anche un'attività come sideman che gli consentì di partecipare a molte altre importanti registrazioni (tra le altre, i fondamentali album Walkin' e Bags' Groove di Miles Davis) affiancando i massimi solisti del periodo. A partire da questi anni Silver iniziò a registrare per la Blue Note del cui proprietario Alfred Lion divenne amico garantendosi in questo modo un controllo sulla produzione dei propri album che allora era inconsueto.
Durante la collaborazione con Blakey, Silver registrò raramente come leader ma dopo essersi separato dal batterista, nel 1956, formò un proprio quintetto con una formazione iniziale che era più o meno la stessa dei Messengers, con il diciottenne Louis Hayes al posto di  Blakey alla batteria. Nella seconda formazione del quintetto furono inseriti anche Blue Mitchell e Junior Cook che rimasero con Silver fino al 1963 quando fondarono i propri gruppi indipendenti (Mitchell assunse il giovane Chick Corea come pianista del suo gruppo). Dal canto suo Silver assunse Joe Henderson al sax e Carmel Jones alla tromba e in questa formazione il quintetto registrò il disco più noto di Silver – Song for My Father. Quando Jones si trasferì in Europa, il suo posto fu preso dal giovane Woody Shaw mentre Tyrone Washington subentrò a Henderson.
(Horace Silver)
Le composizioni di Silver, gradevoli e con una forte coloritura armonica (egli stesso ha descritto il suo modo di comporre come ricerca di una "semplicità significativa"), gli guadagnarono il favore del pubblico mentre la sua musica si colorava sempre più di influenze funk e soul, un cambiamento di stile che gli alienò molti seguaci della prima ora. Ancora oggi la qualità di alcuni degli album del periodo (ad esempio The United States of Mind in cui lo stesso Silver canta in molti brani) è ancora molto controversa così come il tipo di spiritualità che Silver si compiacque di metter in mostra in queste registrazioni. Al di là del giudizio critico in queste registrazioni SIlver impiegò molti musicisti interessanti quali Randy Brecker alla tromba e il fratello Michael al sax.
Silver fu l'ultimo artista con un contratto Blue Note prima che la casa editrice scomparisse (temporaneamente) negli anni settanta. Nel 1981 Silver fondò una propria casa editrice, Silveto, che ebbe un'esistenza effimera.
Dopo un periodo di scarsa attenzione nel corso degli anni ottanta dovuto anche a difficoltà di distribuzione, Silver riemerse alla ribalta negli anni novanta con un nuovo contratto discografico che lo legava alla Columbia Records.
Trasferitosi con la famiglia in California, Silver continuò la sua attività musicale fino a tarda età pubblicando, nel 2006, l'autobiografia Let's Get to the Nitty Gritty edita dalla California University Press e incarnando il ruolo di icona di una grande era del jazz: nel 2005 gli fu tributato il President's Merit Award dalla "National Academy of Recording Arts and Sciences".
Horace Silver è morto nella sua casa di New Rochelle il 18 giugno 2014 per cause naturali.

## Composizioni
Quello che segue è un elenco parziale di alcune tra le più note composizioni di Horace Silver:
- Doodlin'
- The Preacher
- Nica's Dream
- Opus de Funk
- Safari
- Sister Sadie
- Strollin'
- Blowin' the Blues Away
- Song For My Father
- Quicksilver
- The Dragon Lady
- Nutville
- Horacescope
- Ecaroh or Ecorah
- Peace
- Shoutin' out
- Senor blues

## Discografia (In ordine di pubblicazione)
- 1953 - New Faces - New Sounds: Introducing the Horace Silver Trio (Blue Note Records, BLP-5018)
- 1954 - Horace Silver Trio, Vol. 2 (Blue Note Records, BLP-5034)
- 1955 - Horace Silver Quintet (Volume 3) (Blue Note Records, BLP-5058)
- 1955 - Horace Silver Quintet (Volume 4) (Blue Note Records, BLP-5062)
- 1956 - Horace Silver and the Jazz Messengers (Blue Note Records, BLP-1518) Raccolta dei due precedenti album (BLP-5058 e BLP-5062)
- 1957 - Horace Silver and Spotlight on Drums: Art Blakey - Sabu (Blue Note Records, BLP-1520) Raccolta di 12 brani già pubblicati nei primi due album (BLP-5018 e BLP-5034)
- 1957 - 6 Pieces of Silver (Blue Note Records, BLP-1539)
- 1957 - Silver's Blue (Epic Records, LN 3326)
- 1957 - The Stylings of Silver (Blue Note Records, BLP-1562)
- 1958 - Further Explorations (Blue Note Records, BLP-1589)
- 1959 - Finger Poppin' (Blue Note Records, BLP-4008)
- 1959 - Blowin' the Blues Away (Blue Note Records, BLP-4017)
- 1960 - Horace-Scope (Blue Note Records, BLP-4042)
- 1961 - Doin' the Thing: The Horace Silver Quintet at the Village Gate (Blue Note Records, BLP-4076)
- 1962 - The Tokyo Blues (Blue Note Records, BLP-4110)
- 1963 - Silver's Serenade (Blue Note Records, BLP-4131)
- 1965 - Song for My Father (Blue Note Records, BLP-4185)
- 1966 - The Cape Verdean Blues (Blue Note Records, BLP-4220)
- 1967 - The Jody Grind (Blue Note Records, BLP-4250)
- 1968 - Serenade to a Soul Sister (Blue Note Records, BST-84277)
- 1969 - You Gotta Take a Little Love (Blue Note Records, BST-84309)
- 1969 - The Best of Horace Silver (Blue Note Records, BST-84325)
- 1970 - The United States of Mind Phase 1: That Healin' Feelin' (Blue Note Records, BST-84352)
- 1972 - The United States of Mind Phase 2: Total Response (Blue Note Records, BST-84368)
- 1972 - The United States of Mind Phase 3: All (Blue Note Records, BST-84420)
- 1973 - In Pursuit of the 27th Man (Blue Note Records, BN-LA054-F)
- 1975 - Silver 'n Brass (Blue Note Records, BN-LA406-G)
- 1975 - Horace Silver (Blue Note Records, BN-LA402-H2) 2 LP
- 1976 - Silver 'n Wood (Blue Note Records, BN-LA581-G)
- 1976 - The Trio Sides (Blue Note Records, BN-LA474-H2)
- 1977 - Silver 'n Voices (Blue Note Records, BN-LA708-G)
- 1978 - Silver 'n Percussion (Blue Note Records, BN-LA853-H)
- 1979 - Sterling Silver (Blue Note Records, BN-LA945-H)
- 1980 - Silver 'n Strings Play the Music of the Spheres (Blue Note Records, LWB-1033) 2 LP
- 1981 - Guides to Growing Up (Silveto Records, SPR 101)
- 1983 - Spiritualizing the Senses (Silveto Records, SPR 102)
- 1984 - There's No Need to Struggle (Silveto Records, SPR 103)
- 1984 - Live 1964 (Emerald Records, EMR-1001) Live 1964
- 1985 - The Continuity of Spirit (Silveto Records, SPR 104)
- 1988 - Music to Ease Your Disease (Silveto Records, SPR 105)
- 1990 - The Natives Are Restless Tonight (Emerald Records, EMR-CD-1003) Raccolta
- 1992 - Senor Blues: 1955-1959 (Giants of Jazz Records, CD 53134) Raccolta
- 1993 - It's Got to Be Funky (Columbia/Legacy Records, CK 53812)
- 1994 - Pencil Packin' Papa (Columbia Records, 476979 2)
- 1996 - The Hardbop Grandpop (Impulse! Records, IMPD-192)
- 1996 - Safari: 1952-1954 (Giants of Jazz Records, CD 53131) Raccolta
- 1996 - The Baghdad Blues - 1959 (Giants of Jazz Records, CD 53138) Raccolta
- 1997 - A Prescription for the Blues (Impulse! Records, IMPD-238)
- 1999 - Jazz...Has...A Sense of Humor (Verve Records, IMPD-293)
- 2002 - Paris Blues (Pablo Records, PACD-5316-2)
- 2004 - The United State of Mind (Blue Note Records, 7243 8 667 2 4) Raccolta, 2 CD
- 2008 - Live at Newport '58 (Blue Note Records, 0946 3 98070 2 4) Live del 1958[3]